# Clarence Hickman
Clarence Nichols Hickman (* 16. August 1889 bei Lizton, Indiana; † 7. Mai 1981) war ein amerikanischer Physiker. Bekannt sind seine Arbeiten auf den Gebieten der militärischen Rakete, des elektrischen Klaviers, der Tonaufzeichnung und des Bogenschießens.

## Leben
Nachdem Hickman seine Kindheit auf dem Land verbracht hatte, besuchte er die Highschool in Jamestown und Waynetown, die er 1909 abschloss. 1914 erwarb er einen Bachelor of Arts am College in Winona Lake. In New Albany, Indiana, unterrichtete er Physik an einer Highschool. Dort lernte er seine spätere Ehefrau, Mabel Bigwood, kennen; die beiden heirateten 1915.
1917 schrieb sich Hickman an der Clark University in Worcester, Massachusetts ein, wo seine Zusammenarbeit mit dem Physikprofessor und Raketenpionier Robert Goddard begann. Hickman folgte Goddard nach Kalifornien, um in den Werkstätten des Mount Wilson Observatory militärische Raketen für den gerade tobenden Ersten Weltkrieg zu entwickeln. Bei einer unbeabsichtigten Explosion einer mehrstufigen Rakete verlor Hickman dabei Anfang August den Daumen und zwei Finger an der linken und Teile von Fingern an der rechten Hand. Trotz dieser Behinderung konnte er in Goddards Team weiter forschen. Das Team entwickelte drei Prototypen; die kleinste Rakete war dabei wie die später unter Hickmann entwickelte Bazooka sogar von der Schulter abfeuerbar. Am 6. November 1918 fand in Aberdeen Proving Ground die Demonstration statt, bei der Hickman die praktische Vorführung übernahm. Hickman entwarf auch eine Luft-Luft-Rakete. Diese Rakete sollten aus Röhren, die unter den Tragflächen eines Flugzeugs angebracht waren, gestartet werden. Mit Ende des Ersten Weltkriegs verschwanden jedoch alle Konzepte für die Raketenwaffen in der Schublade.
1919 wechselte Hickman zum National Bureau of Standards, wo er sich mit Elektrotechnik beschäftigte. In diesem Jahr wurde auch sein einziges Kind geboren. 1920 kehrte er zur Clark University zurück, wo er 1922 bei dem Physiker Arthur Gordon Webster zum Ph.D. promoviert wurde.
1924 nahm er eine Anstellung bei der American Piano Company an. Er verbesserte dort das elektrische Klavier, indem er eine Aufnahmemethode für die Stärke des Anschlags entwickelte. Als 1930 die Entwicklungsabteilung wegen der Weltwirtschaftskrise geschlossen wurde, verließ er die Firma.
1929 publizierte er die erste wissenschaftliche Arbeit über das Bogenschießen (englisch velocity and acceleration of arrows) und gilt daher als „Vater des wissenschaftlichen Bogenschießens“. Er nutzte dazu automatische Bogenapparate, Vorrichtungen zur Geschwindigkeitsmessung sowie eine von ihm verbesserte Hochgeschwindigkeitskamera. Diese Kamera, die 6.000 Bilder pro Sekunde belichten konnte, wurde später auch für Raketenversuche verwendet. Mit seinem Versuchsaufbau konnte Hickman das sogenannte Paradoxon des Bogenschießens aufklären: er zeigte, dass sich beim Abschuss der Pfeil um den Griff des Bogens biegt, was zu einer Zielabweichung führen kann. Außerdem optimierte er die Bogenform für ein effizientes Schießen, untersuchte neue Materialien für das Backing (Verstärkung des Bogenrückens) und entwickelte ein Bogenvisier.
Ab 1930 arbeitete Hickman für die Bell Laboratories. Dort entwickelte er Verfahren für die Magnetaufzeichnung und arbeitete an der Erkennung von Sprachmustern sowie elektromechanischen Vermittlungsanlagen. Hickman entwickelte 1934 einen auf Tonband basierenden Anrufbeantworter. Das Telefonunternehmen AT&T, Eigentümer der Bell Laboratories, hielt diese Entwicklung jedoch jahrelang unter Verschluss, da man befürchtete, dass ein Anrufbeantworter zu weniger Telefongesprächen führen würde.
Mit dem Beginn des Zweiten Weltkriegs rückte nach 20 Jahren für Hickman die Raketenforschung wieder in den Vordergrund. Er konsultierte Goddard und präsentierte am 20. Juli 1940 Frank B. Jewett, der zugleich Präsident der Bell Laboratories und Vorsitzender des neu gegründeten National Defense Research Committee (NDRC) war, einige Vorschläge. Infolgedessen wurde Hickman am 26. Juli 1940 die nach ihm benannte „Sektion H“ des NDRC übertragen. Diese Abteilung war für die Erforschung und Entwicklung raketengetriebener Waffen zuständig. Die ersten Versuche wurden auf dem Dahlgren Naval Proving Ground in Virginia durchgeführt. Anfang 1941 zog die Sektion zur Indian Head Powder Factory in Maryland und schließlich zur Allegany Ordnance Plant in Cumberland um. Aus den Aktivitäten der Sektion H entwickelte sich später das Allegany Ballistics Laboratory. Hickman konnte Leslie Skinner für sein Team gewinnen, der sich als Offizier der US Army in den 1930er Jahren mit der Weiterführung der frühen Versuche von Goddard und Hickman beschäftigte. Ergebnisse der Arbeit der Sektion H waren die Panzerabwehrrakete Bazooka, die Luft-Boden- und Boden-Boden-Rakete M8 sowie JATO-Raketen und der Prototyp eines rückstoßfreien Geschützes.
Nach dem Krieg ging Hickman zurück zu den Bell Laboratories und wechselte 1950 zu den Sandia National Laboratories. Dort arbeitete er an Atomsprengköpfen und Lenkraketen. 1953 zog er mit seiner Frau nach New York City, wo er noch eine Zeit lang als Berater arbeitete.

## Auszeichnungen
Hickman erhielt verschiedene Auszeichnungen. Die wichtigsten waren die Medal for Merit, die höchste zivile Auszeichnung der Vereinigten Staaten von Amerika, für seine Raketenentwicklungen, sowie die John Price Wetherill Medal des Franklin Institute für seine Verdienste um die Raketen- und Telefontechnik, die Tonaufzeichnung und den Bogenbau sowie die Auszeichnung als Fellow der American Physical Society.
Im Jahre 1977 wurde er in die Archery Hall of Fame aufgenommen.